# Bercsényi Béla
Bercsényi Béla (Miskolc, 1844. május 4. – Budapest, 1901. október 17.) magyar színész, író.

## Életpályája
Pályáját vidéken kezdte, majd  1873-ban szerződtette a Nemzeti Színház.  1878-ban a színitanoda tanára, majd 1888-ban a Petőfi Társaság tagja lett. A színpad című folyóiratot szerkesztette (1873). Írt költeményeket és novellákat is. A Nemzeti Színházban több társadalmi drámája és fordítása került színre.

## Emlékezete
- Sírja a Fiumei úti sírkertben található.

## Főbb szerepei
- Shakespeare-drámákban: Kent (Lear király), Enobarbus (Antonius és Cleopatra),
- Biberach (Katona József: Bánk bán),
- Des Prunelles (Sardou és Najac: Váljunk el!).

## Főbb művei
- Gróf Dormándy Kálmán (színmű, 1877);
- Az ezredes leánya (dráma, Budapest, 1878);
- A váltó (színmű, bemutatta: Nemzeti Színház, 1880).

Galéria
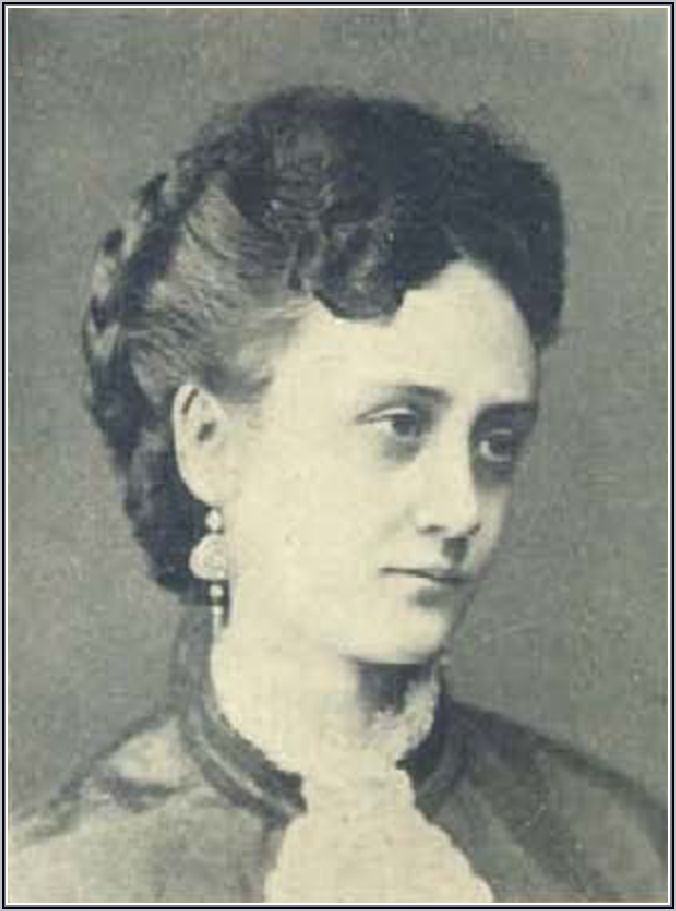
Bercsényi Béláné, Takács Emese
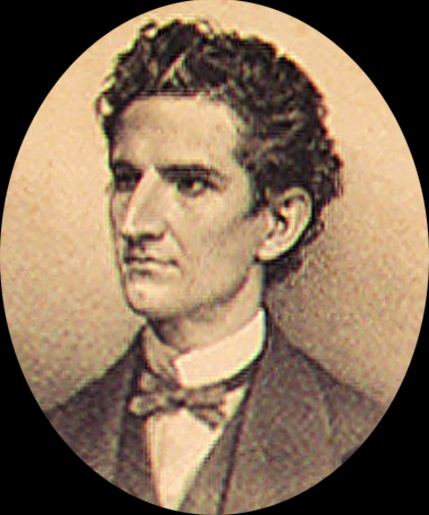
Arcképe Marastoni Józsefnek a debreceni színtársulatról 1870-ben készített tablóján. 3. szám
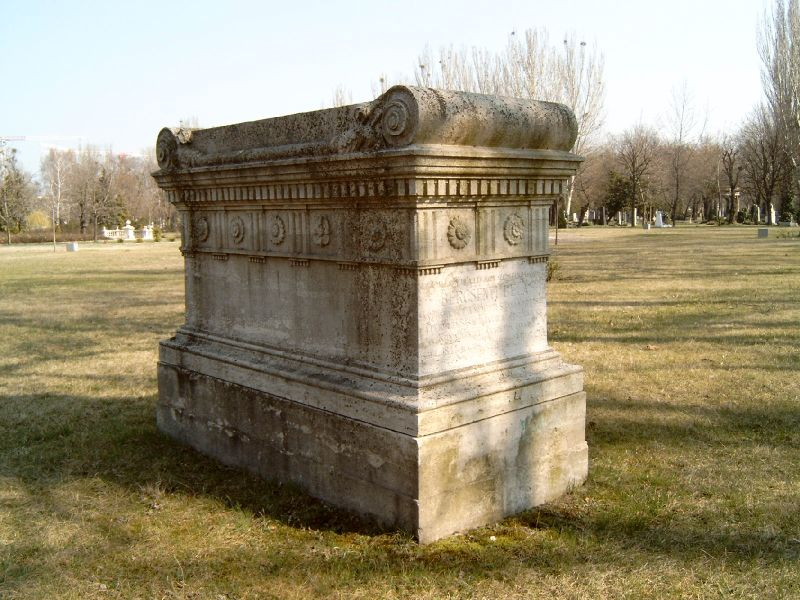
Sírja a Fiumei úti sírkertben: 28-1-160